# Нечуйвітер ломницький
Нечуйвітер ломницький (Hieracium lomnicense) — вид квіткових рослин з родини айстрових (Asteraceae).

## Біоморфологічна характеристика
Це багаторічна рослина 25–35 см. Рильці темні. Листки, як і стебла, густо запушені. Загальне суцвіття вилчасто-волотисте, з 3–8(10) кошиками. Період цвітіння: липень і серпень.

## Поширення
Вид росте в Європі: Румунія, Україна.
В Україні росте на субальпійських та альпійських луках — у Карпатах.